# 胡戈·厄爾富
胡戈·厄爾富（英語：Hugo Erfurt，1834年2月13日—1922年3月4日），是一位德國藥劑師和發明家。

## 生平
1864年，他發明了Ingrain壁紙。厄爾富已婚。

## 外部連結
- Erfurt.com:Hugo Erfurt （页面存档备份，存于）